# 蒼ざめた馬 (アガサ・クリスティ)
『蒼ざめた馬』（あおざめたうま、原題：The Pale Horse）は、1961年に発表されたアガサ・クリスティの推理小説である。ノンシリーズ作品ではあるが、アリアドニ・オリヴァ夫人が登場する。

## あらすじ
マーク・イースターブルックは、チェルシーの喫茶店で2人の少女の喧嘩を目撃する。その後、彼は少女の一人トマシーナ・タッカートンが死んだことを知る。友人との夕食の席で、ポピー・スターリングという女性は、死を手配する「蒼ざめた馬」というもののことを口にするが、突然そのことを口にしたことに怯え、それ以上語ろうとしない。
イースターブルックは外科医のコリガンと出会い、ゴーマンという殺された神父の靴から見つかった名前のリストのことを知る。そのリストには、コリガン、タッカートン、ヘスケス・デュボア（最近自然死と思われる死を遂げたマークの名付け親と同じ名前）の名前が含まれていた。マークは、このリストには死んだ者、あるいは間もなく死ぬ者の名前が含まれているのではないかと恐れ始める。
イースターブルックは、有名なミステリー作家のアリアドニ・オリヴァとともに、従姉妹が主催する村のお祭りに出かけたとき、「蒼ざめた馬」という名の宿屋を改装した家の話を聞く。その家には、サーザ・グレイ率いる3人の現代的な「魔女」が住んでいる。この地域の家々を訪ねた彼は、なぜか巨万の富を持つ車椅子の男ヴェナブルズに出会う。
イースターブルックがまた「蒼ざめた馬」を訪れると、サーザ・グレイは自身が開発したという遠隔殺人の能力について彼に話す。警察の捜査の中で、ザカライア・オズボーンという男が、ゴーマン神父が殺害される直前に神父の後をつけている男を見たと証言する。その後、オズボーンは警察に、例の男が車椅子に乗っているのを見たと話す。その男ヴェナブルズは小児麻痺で足が悪く立つことができないということが分かってからも、オズボーンは彼が例の男だと言い張る。
イースターブルックの女友達ハーミアは彼の恐怖を真剣に受け止めないが、オリヴァやデイン・キャルスロップ夫人は彼を応援する。イースターブルックはまた、この地域で知り合ったジンジャーを味方につけ、ポピーから「蒼ざめた馬」の組織について聞き出すことに成功する。ジンジャーはポピーからバーミンガムの住所を聞き出し、そこでイースターブルックは元弁護士のブラッドリーと出会う。ブラッドリーは、「蒼ざめた馬」が合法的なものであるということ、つまり、ブラッドリーが一定期間内に誰かが死ぬことに賭け、依頼人はそうでないほうに賭けるという方法の概要を説明する。もし対象者が期間内に死んだら、依頼人はブラッドリーに賭け金を支払わなければならないのだ。
ルジューヌ警部とジンジャーの協力を得て、イースターブルックはジンジャーが演じる前妻の死をブラッドリーに「依頼」する。「蒼ざめた馬」で儀式のようなものが行われ、イースターブルックはグレイが電気的なしくみを使って悪霊を流すのを目撃する。その直後、ジンジャーは病に倒れ、急速に衰え始める。焦ったイースターブルックは再びポピーに相談し、彼女の友人であるアイリーン・ブランドンが「蒼ざめた馬」と関係があると思われるCRC（Customers' Reactions Classified）という研究組織を辞めたことを話す。ブランドン夫人に話を聞くと、彼女もデイヴィス夫人もこの組織で働いており、対象となる人々がどのような食品、化粧品、独自の医薬品を使っているかを調査していた。
オリヴァがイースターブルックに重要な情報をもたらす。「蒼ざめた馬」のもう一人の犠牲者（メアリー・デラフォンテーヌ）は闘病中に髪を失っていた。ヘスケス・デュボア夫人にも同じことが起こり、トマシーナの髪も簡単に抜けた。そしてジンジャーの髪も抜け始めている。イースターブルックはその症状が悪魔による呪いではなく、タリウム中毒であることに気づく。
オズボーンが「蒼ざめた馬」組織の黒幕であり、黒魔術の要素は目眩ましであったことが明らかになる。殺人は、被害者がCRC調査で名指しした商品を毒入りのものにすり替えて行われた。彼がヴェナブルズを巻き込もうとしたのは失敗に終わる。オズボーンが逮捕され、イースターブルックは中毒から回復したジンジャーと婚約する。

## 主な登場人物
- マーク・イースターブルック：学者
- アリアドニ・オリヴァ：推理作家
- ゴーマン神父：司祭
- デイヴィス夫人：神父の助けを求めた女性
- ジム・コリガン：警察医
- ルジューン：警部
- ザカライア・オズボーン：薬剤師
- ハーミア・レッドクリフ：マークの女友達
- デイヴィッド・アーディングリー：マークの友人、歴史学の講師
- ポピー：デイヴィッドの女友達、花屋勤務
- ローダ・デスパード[4]：マークのいとこ
- ヒュー・デスパード[4]：ローダの夫、大佐
- ジンジャー：マークの女友達
- デイン・キャルスロップ夫人[5]：牧師夫人
- サーザ・グレイ：「蒼ざめた馬」館の住人
- シビル・スタンフォーディス：「蒼ざめた馬」館の住人
- ベラ・ウェッブ：「蒼ざめた馬」館の料理人
- ヴェナブルズ：プライアーズコートの住人。車椅子の老人。
- ブラッドリー：元弁護士

## 翻案作品

### テレビドラマ
The Pale Horse （日本語版タイトル『蒼ざめた馬』）
イギリス、1996年のテレビドラマ。
アガサ・クリスティー ミス・マープル『蒼ざめた馬』
シーズン5 エピソード1（通算第17話）  イギリス2010年放送 
原作には登場しないミス・マープルを主人公とする。内容の大筋は原作に沿っているが、オリヴァ夫人が登場しないなど一部の登場人物などにアレンジが施されている。
- ミス・マープル: ジュリア・マッケンジー
- マーク・イースターブルック: ジョナサン・ケイク
- ジンジャー・コリガン: エイミー・マンソン
- ポール・オズボーン: JJ・フィールド
- サーザ・グレイ: ポーリーン・コリンズ
- シビル・スタンフォーディス: スーザン・リンチ
- ロジャー・ベナブルズ: ナイジェル・プレイナー

アガサ・クリスティー 蒼ざめた馬
イギリスBBC Oneによる2020年のテレビドラマ。約70分ずつの全2回。脚本はサラ・フェルプス、監督はレオノラ・ロンズデール、主演はルーファス・シーウェル。アリアドニ・オリヴァ夫人やジンジャーが登場せず、マーク・イースターブルックが2度結婚する「アンチヒーロー」であったりするなど原作との相違点が多い。
2022年3月13日に「前編」、20日に「後編」がNHK総合テレビで放送された。以後、AXNミステリーで放送されている。

### コミック
- 『蒼ざめた馬 名探偵・英玖保嘉門の推理手帖』（星野泰視、『ビッグコミックオリジナル』2017年1号から17号まで連載）
『名探偵・英玖保嘉門の推理手帖』はエルキュール・ポアロものを翻案した漫画化シリーズで、舞台を昭和初期の日本に移している。本作も、英玖保嘉門（=ポアロ）を探偵役としている。
  - 星野泰視、アガサ・クリスティー（原作）『蒼ざめた馬』、小学館（ビッグコミックス）、全2巻
    - 上 2017年9月29日発売 ISBN 978-4-09-189456-4
    - 下 2017年10月30日発売 ISBN 978-4-09-189457-1

## 現実における影響
本作の読者が、現実に起きていたタリウム中毒に気づいて解決したという事例が複数ある。
- 1971年、本作を読んだ医師がスコットランド・ヤードに手紙を出し、「ボーヴィンドン・バグ」の正体はタリウム中毒だと指摘したため、連続毒殺魔のグレアム・ヤングは逮捕された[8]。
- 1977年、カタールの月齢19か月の女児が謎の病気に襲われた。ロンドンに転院した後、本作を読んだ看護師によりタリウム中毒の疑いが指摘された[9]。